# Moraria denticulata
Moraria denticulata is een eenoogkreeftjessoort uit de familie van de Canthocamptidae. De wetenschappelijke naam van de soort is voor het eerst geldig gepubliceerd in 1938 door Chappuis.